# کریستف مشنموزر
کریستف مشنموزر (انگلیسی: Christoph Meschenmoser؛ زادهٔ ۲۹ ژوئیهٔ ۱۹۸۳ ‏(۴۱ سال)) دوچرخه‌سوار اهل آلمان است.